# سيلفيو فيلا
سيلفيو فيلا (بالإنجليزية: Silvio Vella)‏ هو لاعب كرة قدم ومدرب كرة قدم مالطي، ولد في 8 فبراير 1967 في تورونتو في كندا. شارك مع منتخب مالطا لكرة القدم. أما مع النوادي، فقد لعب مع نادي هيبرنيانز.

## مسيرته الكروية
لعب سيلفيو فيلا خلال مسيرته الاحترافية مع ناديين في سبعة عشر موسمًا وسجل خلالها 16 هدفًا ضمن 268 مباراة. حيث فاز في موسم واحد بالكأس وفي ثلاثة مواسم بالدوري.
خاض سيلفيو فيلا مسيرته مع Rabat Ajax F.C. ‏ في موسم 1985–86 ليلعب معه تسعة مواسم، مشاركًا في 107 مباراة سجل خلالها 8 أهداف. ثم انتقل إلى نادي هيبرنيانز في موسم 1994–95 ليلعب معه ثمانية مواسم، حيث شارك في 161 مباراة سجل خلالها 8 أهداف أيضًا.

## وصلات خارجية
- سيلفيو فيلا على موقع قاعدة بيانات كرة القدم.إي يو (الإنجليزية)
- سيلفيو فيلا على موقع ناشيونال فوتبول تيمز (الإنجليزية)
- سيلفيو فيلا على موقع عالم كرة القدم.نت (الإنجليزية)